# Simulium transiens
Simulium transiens es una especie de insecto del género Simulium, familia Simuliidae, orden Diptera.

## Taxonomía
Fue descrita científicamente por Rubtsov, 1940. Fue publicada en Zoologicheskii Institut Akademii Nauk SSSR, Fauna SSSR, Novaia Seriia]. Diptera.